# Крощенко, Анатолий Николаевич
Анатолий Николаевич Крощенко (укр. Анатолій Миколайович Крощенко; родился 26 октября 1937 года в Киеве) — советский футболист, выступавший на позиции нападающего, советский и украинский футбольный тренер. Мастер спорта СССР, заслуженный тренер Украины.

## Карьера футболиста
Во время Великой Отечественной войны проживал вместе с семьёй в Киеве на площади Урицкого и улице Саксаганского. Его мать работала в немецкой столовой. Футболом Анатолий начал заниматься уже после войны. Свой путь в спорт он начал с занятий лёгкой атлетикой и волейболом при спорткомплексе «Локомотив». По рекомендации учителя физической культуры стал заниматься боксом. Спустя месяц занятий в возрасте десяти лет принял участие в чемпионате Киева по боксу, которые стали его первыми и последними в этом виде спорта. После них Крощенко полностью сосредоточился на футболе. В 13 лет Степан Мартынович Синица пригласил его в команду «Ленинская кузница», там он отыграл один сезон, а затем его приняли в Футбольную школу молодёжи, где он начал получать заработную плату. В ФШМ играл вместе с Андреем Бибой и Олегом Базилевичем.
В 1955 году начал выступать за дублирующий состав киевского «Динамо», где провёл около трёх лет. Тогда же поступил в Киевский государственный институт физической культуры. В 1958 году стал игроком киевского СКВО, где он являлся игроком основного состава, сыграв во всех матчах Первой лиги СССР 1958 года. Спустя год главный тренер винницкого «Локомотива» Виктор Жилин взял группу воспитанников ФШМ к себе в команду, среди игроков был и Крощенко. «Локомотив» стал победителем Первой лиги СССР, однако в связи с изменением правил команда в Высший дивизион не вышла. За это достижение всем игрокам было присвоено звание мастеров спорта СССР. Игра Крощенко и Валентина Трояновского привлекла внимание главного тренера киевского «Динамо» Вячеслава Соловьева. Однако в связи с тем, что Крощенко нахамил Соловьёву, его в «Динамо» не взяли.
Следующим клубом Анатолия, в итоге, стал сталинский «Шахтёр» из Высшей лиги. Команда дошла до полуфинала Кубка СССР, где уступила тбилисскому «Динамо» в дополнительное время (1:2). Спустя год перешёл в харьковский «Авангард». Причиной перехода в новую команду стала возможность посещать педагогический институт, который он окончил в течение года. В Харькове Анатолий пробыл два года, а руководство клуба выделило ему квартиру.
В 1963 году по приглашению тренера Олега Жукова перешёл в новосозданные львовские «Карпаты». Начальник «Карпат» Николай Кузнецов предлагал Анатолию квартиру во Львове, однако он отказался, став жить как и другие футболисты клуба в общежитии. В «Карпатах» Крощенко стал автором первого гола клуба в официальных соревнованиях, забив 21 апреля 1963 года во встрече против гомельского «Локомотива» (1:0). Также он стал автором первого гола «Карпат» в международных встречах, 12 июня 1963 года забив гол в ворота уругвайского «Серро» (1:0). Также Крощенко вошёл в историю «Карпат» как футболист, заслуживший первое удаление за удар соперника в матче 16 июня 1963 года против фрунзенской «Алги».
Свой первый сезон клуб завершил на 7 месте среди 18 команд Первой лиги. В сезоне 1965 года он стал лучшим бомбардиром команды с 16 забитыми голами. Крощенко имел предложение от московского «Локомотива», однако его не принял. Первые полсезона 1966 года играл за днепропетровский «Днепр». Директор завода «Электрон», который финансировал «Карпаты», хотел видеть Крощенко в составе львовян и главный тренер «Днепра» Анатолий Зубрицкий отпустил его обратно во Львов.
Когда «Карпаты» возглавлял Евгений Лемешко, который сделал ставку на молодых игроков, Крощенко продолжал играть за основной состав. Сам Крощенко, вспоминая годы выступления за «Карпаты», говорил, что Лемешко его бил. В одном из матчей против симферопольской «Таврии» в 1967 году он став автором пяти голов в ворота соперника. После этого матча Анатолий Заяев называл его «своим могильщиком», так как за поражение он был уволен с поста начальника команды, а вместе с ним и тренерский штаб и спорткомитет Крыма. Сезон 1967 года Анатолий завершил с показателем в 17 забитых мячей.
В «Карпатах» Крощенко, в отличие от других футболистов, получал две доплаты. Он занимал должность на заводе «Сельмаш», хотя не работал там. Владел трёхкомнатной квартирой на улице Франко и стал первым игроком «Карпат», у которого появился автомобиль — «Волга». Ранее он ездил на «Жигулях», однако разбил машину, выезжая из гаража. «Волгу» он купил после одной из встреч в городе Горький по окончании матча с местной «Волгой», в котором оформил хет-трик. Сезон 1968 года завершился для команды победой в своей подгруппе, но в финальном турнире «Карпаты» заняли второе место и не вышли в Высшую лигу.
Этот сезон стал последним в карьере Крощенко как футболиста. Ему было на тот момент 32 года. Несмотря на то, что тренер «Карпат» Василий Васильев предлагал ему продолжить играть, но уже на позиции полузащитника, он отказался. Всего в составе «Карпат» Крощенко провёл более 150 матчей. Входит в список лучших бомбардиров команды за всю её историю, занимая в этом списке четвёртое место с более чем 50 мячами. В 2010 году сайт Football.ua включил его в список 50 лучших игроков «Карпат», где он занял 21 место.

## Тренерская карьера
По завершении карьеры футболиста ему предложили должность заместителя председателя СК «Карпаты», где он и стал работать. Позже являлся председателем «Карпат». По приглашению Олега Базилевича переехал в Чернигов, где работал в клубе «Десна», а затем вместе с ним в 1971 году переехал в Кадиевку. Крощенко работал в местном «Шахтёре» в должности начальника команды. В 1972 году «Карпаты» возглавил Валентин Бубукин и Анатолий стал его помощником. Затем из-за неудовлетворительных результатов он был уволен. В 1974 году являлся начальником «Карпат». Также работал детским тренером во львовском клубе, где среди его воспитанников был Богдан Блавацкий, Юрий Гий и Олег Гула.
В 1979 году возглавил керченский «Океан» из Второй лиги СССР. Позже являлся главным тренером в других второлиговых командах — днепродзержинском «Металлурге» и житомирском «Спартаке». После чего вновь вернулся в «Карпаты» на должность детского тренера. Работал с такими футболистами как Юрий Беньо и Даниил Рихард.
В 1985 году в киевской школе № 170 был создан «футбольный спецкласс», руководителем которого стал Крощенко. Там он тренировал футболистов 1975 года рождения в течение восьми лет (с четвёртого по одиннадцатый класс). Среди его воспитанников были Владислав Ващук, Александр Шовковский, Сергей Фёдоров, Игорь Костюк, Геннадий Медведев, Сергей Баланчук, Владимир Полищук, Артур Теодорович, Александр и Олег Венглинские. Затем вместе со многими из этих футболистов он работал в «Динамо-3» и «Динамо-2».
С 1997 года по 1999 года трудился в Профессиональной футбольной лиге Украины. В 1999 году возглавил юношескую сборную Украины до 19 лет. Команда под его руководством дошла до финала чемпионата Европы 2000 года в Германии, где украинцы уступили французам (0:1). В 2001 году сборная Украины до 20 лет под его руководством дошла до 1/8 финала чемпионата мира в Аргентине, где уступила Парагваю (1:2). В декабре 2001 года был назначен главным тренером молодёжной сборной. В январе 2002 года вместе с командой участвовал в Мемориале Гранаткина, где украинцы стали третьими. В ноябре 2002 года за «отрицательные результаты и ряд недоработок» был уволен с должности главного тренера молодёжной сборной.
В 2003 году был назначен старшим тренером детско-юношеской футбольной школы киевского «Динамо», где проработал в течение восьми лет. Летом 2011 года Крощенко покинул свою должность. Журналист Евгений Швец отмечал, что при Крощенко упал уровень подготовки футболистов. В 2016 году сайт «Футбол 24» включил его в список «25 величайших тренеров в истории футбола независимой Украины», поставив его на четвёртое место.

## Достижения
«Локомотив» (Винница)
- Победитель Первой лиги СССР (1): 1959

«Карпаты» (Львов)
- Серебряный призёр Первой лиги СССР (1): 1968

## Личная жизнь
Со своей будущей женой Аллой из Одессы познакомился во Львове. Двое детей. Сын Анатолий работает оператором в киевском «Динамо».

## Статистика
| Сезон | Клуб                   | Лига        | Чемпионат | Чемпионат | Кубок | Кубок |
| Сезон | Клуб                   | Лига        | Игры      | Голы      | Игры  | Голы  |
| ----- | ---------------------- | ----------- | --------- | --------- | ----- | ----- |
| 1958  | СКВО (Киев)            | Первая лига | 30        | 5         | 1     | 0     |
| 1959  | Локомотив (Винница)    | Первая лига | 28        | 8         | 3     | 1     |
| 1960  | Шахтёр (Сталино)       | Высшая лига | 27        | 7         | 2     | 0     |
| 1961  | Авангард (Харьков)     | Высшая лига | 17        | 3         | 2     | 0     |
| 1962  | Авангард (Харьков)     | Высшая лига | 5         | 0         | 1     | 0     |
| 1963  | Карпаты (Львов)        | Первая лига | 26        | 5         |       |       |
| 1964  | Карпаты (Львов)        | Первая лига | 35        | 10        |       |       |
| 1965  | Карпаты (Львов)        | Первая лига | 40        | 16        | 2     | 0     |
| 1966  | Днепр (Днепропетровск) | Первая лига | 10        | 1         |       |       |
| 1966  | Карпаты (Львов)        | Первая лига | 13        | 5         | 3     | 2     |
| 1967  | Карпаты (Львов)        | Первая лига | 33        | 17        |       |       |
| 1968  | Карпаты (Львов)        | Первая лига | 22        | 4         |       |       |

Источники:
- Статистика — Профиль на сайте FootballFacts.ru